# Sary Sovattey
Sary Sovattey (Khmer: សារី សុវត្តី; sinh ngày 28 tháng 4 năm 2002) là một người mẫu, diễn viên và hoa hậu người Campuchia. Cô đăng quang Hoa hậu Thế giới Campuchia 2021. Cô sẽ đại diện Campuchia tại Hoa hậu Thế giới 2023.

## Tiểu sử
Sovattey sinh ngày 28 tháng 4 năm 2002 tại Kratié và hiện đang sinh sống và làm việc tại Phnôm Pênh. Cô tốt nghiệp Đại học Hoàng gia Phnôm Pênh.

## Các cuộc thi sắc đẹp

### Hoa hậu Thế giới Campuchia 2021
Sovattey đã đăng quang ngôi vị Hoa hậu Thế giới Campuchia 2021 vào tối ngày 14 tháng 10 năm 2021 khi cô xuất sắc nhất cho 23 thí sinh cho danh hiệu này.

### Hoa hậu Thế giới 2023
Sovattey hiện sẽ đại diện cho Campuchia tại cuộc thi Hoa hậu Thế giới 2023.